# Жанадала (Туркестанская область)
Жанадала (каз. Жаңадала) — село в Жетысайском районе Туркестанской области Казахстана. Входит в состав сельского округа Шаблана Дильдабекова. Код КАТО — 514449400.

## Население
В 1999 году население села составляло 1468 человек (740 мужчин и 728 женщин). По данным переписи 2009 года, в селе проживало 1713 человек (893 мужчины и 820 женщин).